# Maxine Kumin
Maxine Kumin (Filadelfia, 6 giugno 1925 – Warner, 6 febbraio 2014) è stata una poetessa e scrittrice statunitense.

## Biografia
Maxine Kumin è nata da genitori ebrei, ma ha frequentato le scuole cattoliche. Ha ottenuto il diploma nel 1946 ed il master nel 1948 presso il Radcliffe College di Cambridge (Massachusetts). Nel mese di giugno del 1946 ha sposato Victor Kumin, un consulente in materia di ingegneria; hanno avuto due figlie e un figlio. Nel 1957 ha studiato poesia con John Holmes al "Boston Center for Adult Education" dove ha conosciuto Anne Sexton, con la quale ha iniziato un'amicizia che è continuata fino al suicidio della Sexton avvenuto nel 1974. Si pensa che la Kumin sia stata l'ultima persona a vedere Anne Sexton viva, avendo pranzato con lei il giorno della sua morte, 4 ottobre 1974.
Maxine Kumin ha insegnato lingua inglese dal 1958 al 1961 e dal 1965 al 1968  alla Tufts University e dal 1961 al 1963 presso il "Radcliffe Institute for Independent Study".  Inoltre ha tenuto numerose conferenze sulla poesia presso diverse università americane. Dal 1976 vive con suo marito in una fattoria nel Warner, New Hampshire, dove allevano cavalli di razza araba.

## Carriera
Tra i molti premi della Kumin si includono l'"Eunice Tietjens Memorial Prize from Poetry" (1972), il Premio Pulitzer per la poesia (1973) per Up Country, l' Aiken Taylor Prize, il Poet's Prize, l' American Academy and Institute of Arts a Letters Award, per merito in letteratura (1980), l'Academy of American Poet's (1986), il Ruth Lilly Poetry Prize nel 1999 e sei titoli onorari. Dal 1981 al 1982 è stata consulente di poesia presso la Library of Congress.
I critici hanno paragonato Maxime Kumin a Elizabeth Bishop  a causa delle sue osservazioni meticolose e a Robert Frost, per l'attenzione che ella pone ai ritmi di vita nella Nuova Inghilterra rurale. È stata inserita tra i poeti confessionali quali Anne Sexton, Sylvia Plath e Robert Lowell. Ma a differenza dei confessionalisti, Kumin utilizza l'alta retorica ed adotta uno stile normale.
Ha insegnato poesia presso il "New England College".
È scomparsa nel 2014 all'età di 88 anni.

## Opere
Questa lista di pubblicazioni è stata fornita da Maxine Kumin che ha inoltre scritto un certo numero di libri per bambini.

### Poesia
- Jack and Other New Poems, W.W. Norton Co., 2005
- Bringing Together: Uncollected Early Poems 1958-1988, W.W. Norton Co., 2003
- The Long Marriage, W.W.Norton Co., 2001,
- Selected Poems 1960-1990, W.W. Norton Co., 1997
- Connecting the Dots, W.W. Norton Co., 1996
- Looking for Luck, W.W. Norton Co., 1992
- Nurture, Viking/ Penguin 1989
- The Long Approach, Viking /Penguin, 1985
- Our Ground Time Here Will Be Brief, New and Selected Poems, Viking/Penguin 1982
- The Retrieval System, Viking/Penguin, 1978
- House, Bridge, Fountain, Gate, Viking/ Penguin, 1975
- Up Country, Harper & Row, 1972
- The Nightmare Factory, Harper & Row, 1970
- The Privilege, Harper & Row, 1965
- Halfway, Holt, Rinehart & Winston, 1961

### Romanzi
- Quit Monks or Die (animal rights mystery), Story Line Press, 1999
- The Designated Heir, Viking, 1974
- The Abduction, Harper & Row, 1971
- The Passions of Uxport, Harper & Row, 1968
- Through Dooms of Love, Harper & Row, 1965

## Romanzi brevi
- Why Can't We Live Together Like Civilized Human Beings? Viking 1982

### Saggi
- Always Beginning: Essays on a Life in Poetry, Copper Canyon Press, 2000
- Inside the Halo and the Journey Beyond, W. W. Norton Co., 1999
- Women, Animals, and Vegetables: Essays and Stories, Norton, 1994
- In Deep: Country Essays, Viking 1987
- To Make a Prairie: Essays on Poets, Poetry and Country Living, University of Michigan Press, 1980

## Critica
- Telling the Barn Swallow: Poets on the Poetry of Maxine Kumin, ed. by Emily Grosholz, University Press of New England, 1997